# قوة مضادة (استراتيجية)

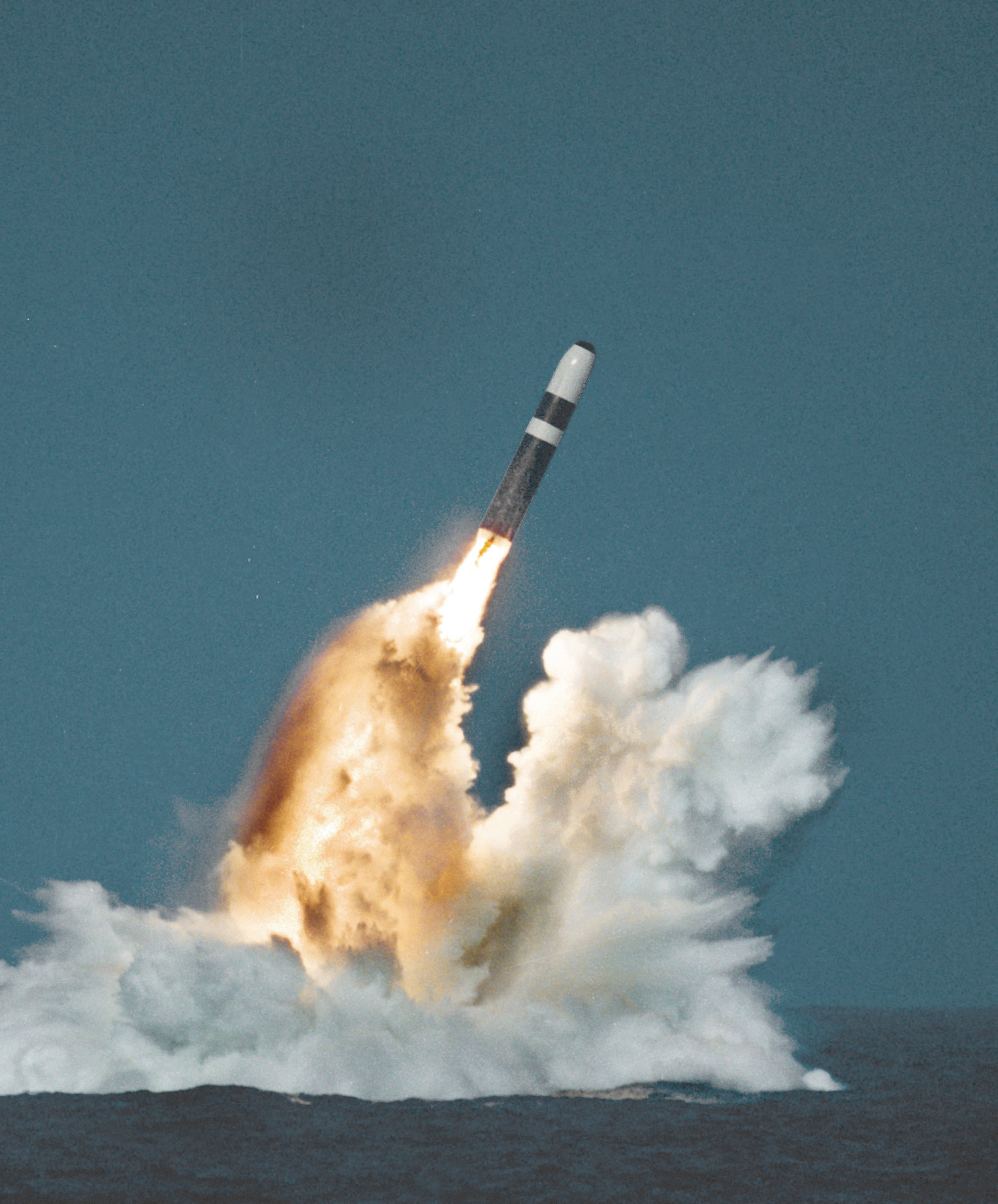
الصاروخ الأميركي ترايدنت 2 المُطلق من غوّاصة يخترق سطح البحر.

قوة مضادة في الاستراتيجية النووية هو هدف مضاد للقوة له قيمة عسكرية مثل منصات إطلاق للصواريخ البالستية العابرة للقارات أو قاعدة جوية يتمركز فيها الجنود المسلحون بالأسلحة النووية أو موقع لغواصات الصواريخ الباليستية أو موقع للقيادة والمراقبة.

## مفاهيم
إن الهدف من إستراتيجية القوة المضادة (الهجوم على أهداف القوة المضادة بالأسلحة النووية) هو القيام بضربة نووية وقائية تهدف إلى نزع سلاح الخصم من خلال تدمير أسلحته النووية قبل إطلاقها مما يقلل من تأثير الضربة الثانية الانتقامية ومع ذلك فإن هجوم القوات المضادة ممكنة في الضربة الثانية خاصة مع أسلحة مثل يو جي إم-133 ترايدنت 2. يتميز هدف القوة المضادة عن هدف العداد العسكري والذي يتضمن مجتمع الخصم أو الاقتصاد أو المواقع السياسية بعبارة أخرى ضرب القوات المضادة ضد جيش الخصم وضربة مضادة ضد مدن الخصم.
وهناك تكتيك وثيق هو ضربة الرأس والتي تدمر مرافق القيادة والسيطرة النووية للعدو وبالمثل لديها هدف للقضاء على قدرة العدو على شن ضربة ثانية.